# Федотова Глікерія Миколаївна
Гликерія Миколаївна Федотова, до шлюбу Позднякова (1846—1925) — російська акторка, заслужена артистка Імператорських театрів, народна артистка Республіки (1924). Герой Праці (1924).

## Біографія

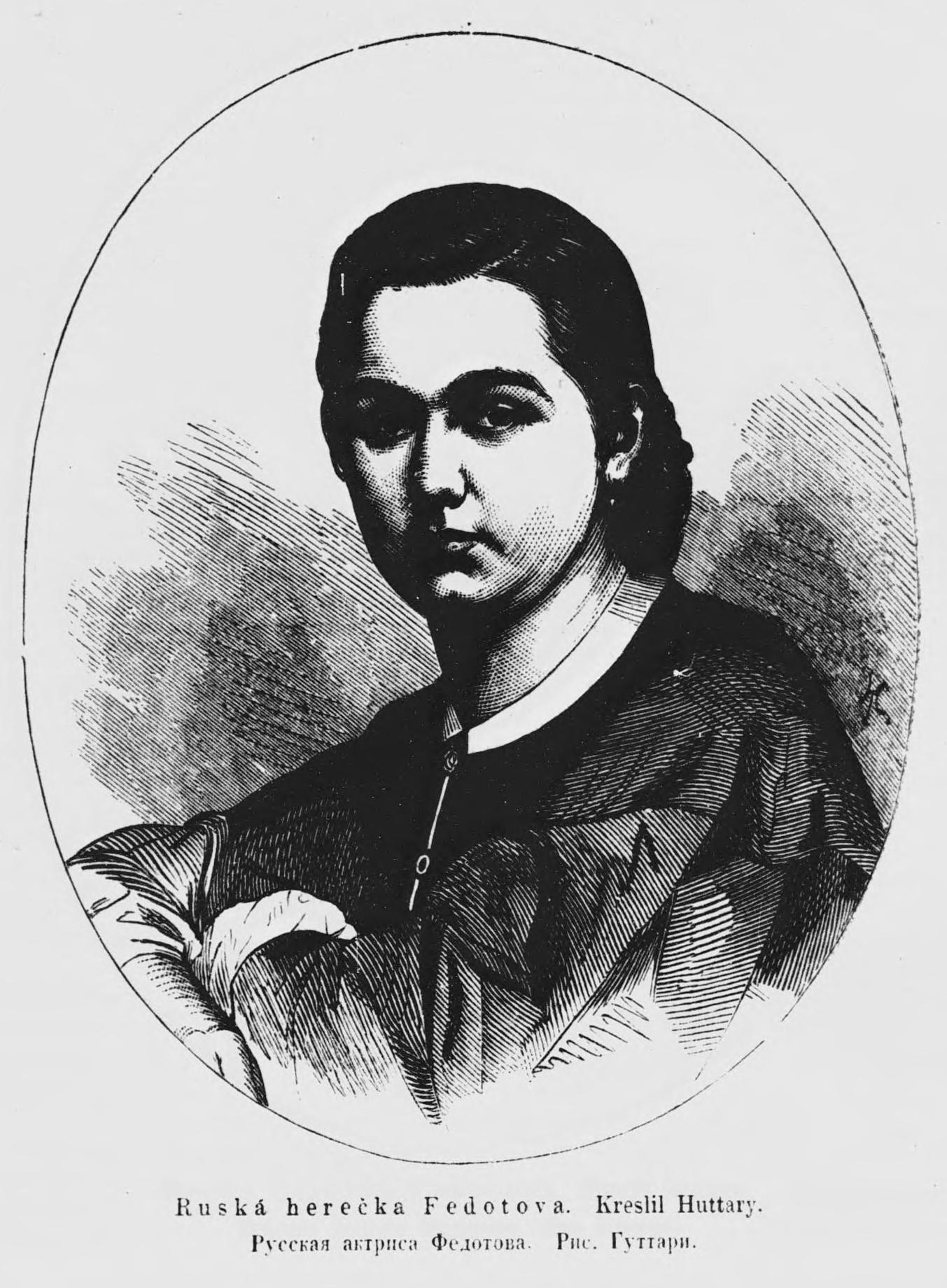
Гликерія Федотова, 1868 рік

Гликерія Позднякова народилася 10 (22) травня 1846 року в Орлі. Рано залишилася сиротою на вихованні діда та далекої родички Позднякової, яка її удочерила. У 1856 році була прийнята і в 1862 році закінчила Московське імператорське театральне училище, де три роки навчалася балету, а потім перейшла у драматичний клас В. В. Самаріна.
Перші невеликі ролі акторка виконала в Малому театрі ще в 1858 році, будучи ученицею Театральної школи. У 1862 році І. В. Самарін доручив їй роль Вірочки в драмі Петра Боборикіна «Дитина», яку він обрав для свого бенефісу. 10 травня 1862 року, на день свого 16-річчя, Гликерія Позднякова була зарахована до трупи Малого театру.
У квітні 1863 року взяла шлюб з 22-річним актором Малого театру А. Ф. Федотовим і стала виступати під його прізвищем. Через рік народила сина Олександра, в майбутньому — актора і режисера Малого театру.

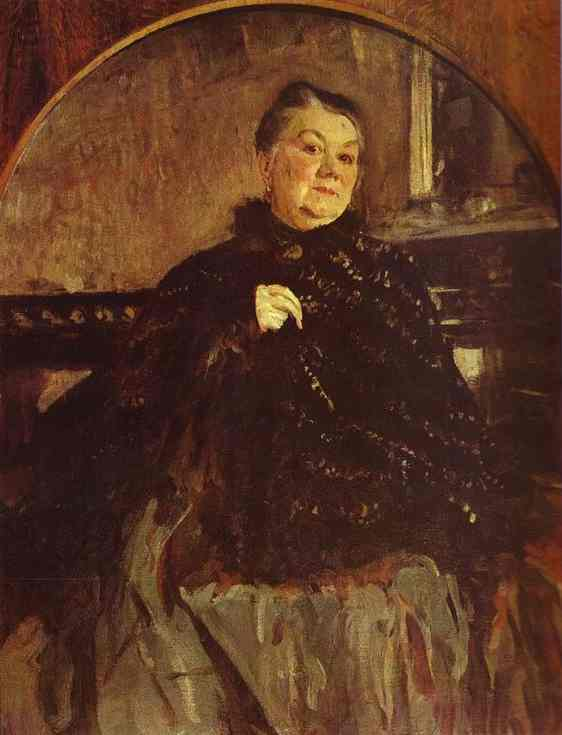
На портреті роботи Валентина Сєрова

До кінця 1860-х років Гликерія Федотова зайняла положення провідної акторки театру в амплуа молодих героїнь, приділяючи велику увагу техніці сценічної гри. У 1870-ті роки її талант сягає розквіту. Їй гарно вдавалися трагічні, комедійні, мелодраматичні і романтичні ролі. Вона вважалася однією з найкращих акторок театру Островського, зігравши в його п'єсах 29 ролей, деякі з яких (Снігуронька, Василіса Мелентьєва тощо) в однойменних п'єсах були призначені їй самим драматургом. Першу роль у його п'єсах — Катерину в «Грозі» — Гликерія Федотова виконала ще в 1863 році і грала її протягом 35 років.
У 1880-ті роки акторка перейшла на вікові ролі бабусь, матерів, жінок, взявши для освоєння відповідних прийомів акторської техніки дворічну відпустку. В цей же час на запрошення Костянтина Станіславського вона починає викладати акторську майстерність у «Товаристві мистецтва й літератури».
У 1905 році через важку хворобу ніг Федотовій довелося залишити сцену, однак до смерті акторка вважалася почесним членом трупи. Останній раз Гликерія Федотова піднялася на сцену в 1912 році, в 50-річний ювілей своєї сценічної діяльності у Малому театрі: вона зіграла царицю Марту в п'єсі Олександра Островського «Дмитро Самозванець і Василь Шуйський».
За оцінкою Володимира Немировича-Данченка, Гликерія Федотова, виконуючи свою роль, стежила і за всією виставою, домагалася ансамблевого звучання п'єси, допомагала партнерам і по суті була співрежисеркою.
Серед учнів — Олександра Олександрівна Яблочкіна.
Гликерія Федотова померла в Москві 27 лютого 1925 року. Похована на Ваганьковському кладовищі (ділянка № 11), поруч з могилами сина Олександра, який помер у 1909 році, та інших артистів Малого театру — Миколи Музіля, Івана Рижова та Михайла Царьова.

## Творчість

### Ролі в театрі

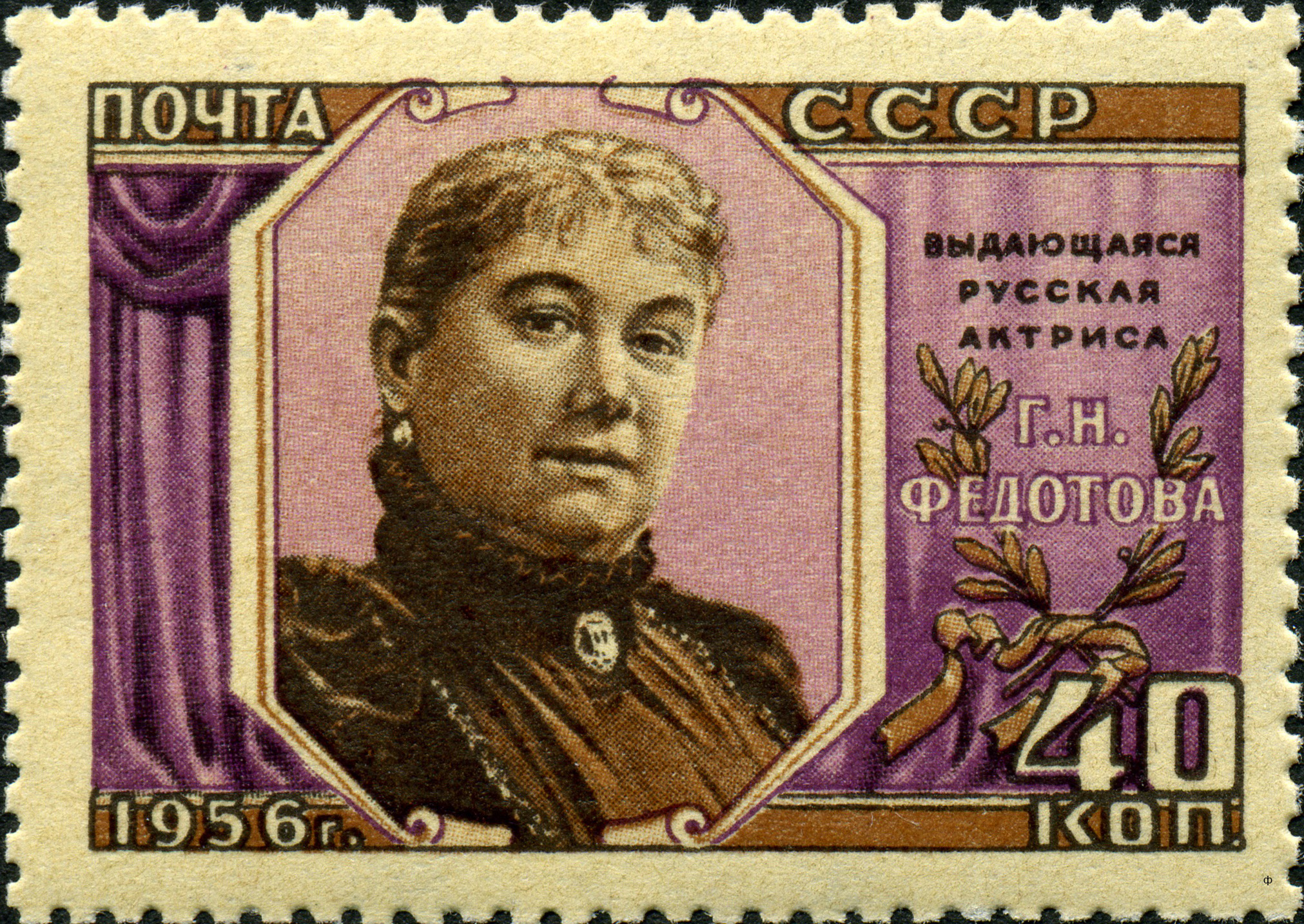
Гликерія Федотова на поштовій марці СРСР, 1956 рік

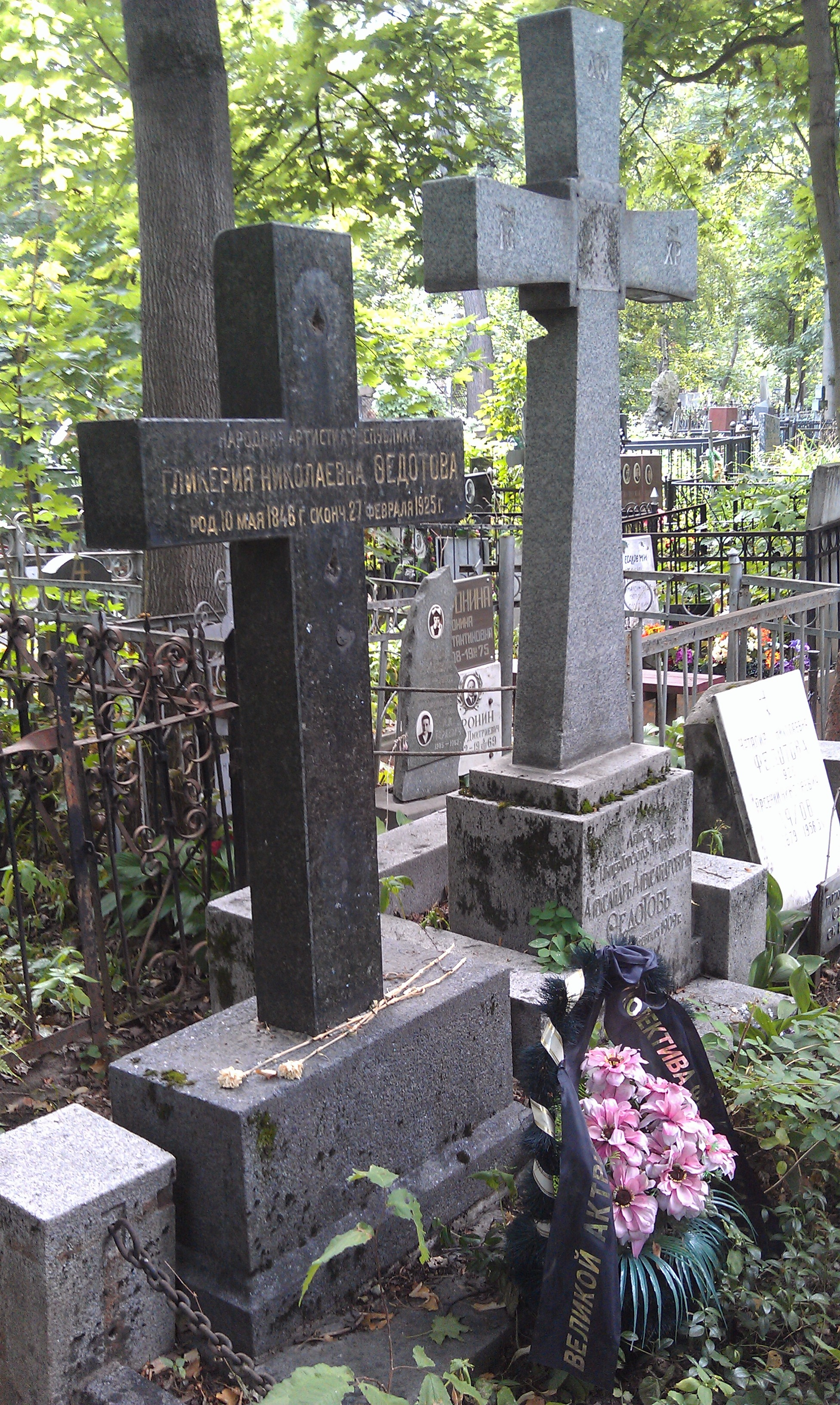
Фото надгробка на могилі Гликерії Федотової та її сина Олександра Федотова на Ваганьковському кладовищі (ділянка № 11)

- 1862 — «Дитина» Петра Боборикіна — Вірочка
- 1863 — «Гроза» Олександра Островського — Катерина
- 1864 — «Лихо з розуму» Олександра Грибоєдова — Софія
- 1865 — «Русалка» Олександра Пушкіна — Наташа
- 1865 — «Багато шуму з нічого» Вільяма Шекспіра — Беатріче
- 1868 — «Василиса Мелентьєва» О. М. Островського — Василіса Мелентьєва
- 1869 — «Гаряче серце» О. М. Островського — Параша
- 1870 — «Скажені гроші» О. М. Островського — Лідія Чебоксарова
- 1871 — «Каширськая старина» Дмира Аверкієва — Марьица
- 1871 — «Приборкання норовливої» В. Шекспіра — Катаріна
- 1875 — «В облозі» Віктора Крилова — Ліза
- 1877 — «Кам'яний гість» О. С. Пушкіна — Дона Ганна
- 1881 — «Місяць в селі» Івана Тургенєва — Наталя Петрівна
- 1882 — «Справа» Олександра Сухово-Кобиліна — Лідочка

- 1883 — «Медея» Віктора Буреніна та Олексія Суворіна — Медея
- 1884 — «Без вини винуваті» О. М. Островського — Кручиніна
- 1886 — «Марія Стюарт» Фрідріха Шиллера — Єлизавета
- 1887 — «Антоній і Клеопатра» В. Шекспіра — Клеопатра
- 1890 — «Макбет» В. Шекспіра — Леді Макбет
- 1890 — «Віндзорські пустунки» В. Шекспіра — місіс Форд
- 1891 — «Цимбелін» В. Шекспіра — Королева
- 1891 — «Плоди освіти» Лева Толстого — Звездинцева
- 1892 — «Коріолан» В. Шекспіра — Волумния
- 1894 — «Вовки і вівці» О. М. Островського — Мурзавецкая
- 1900 — «Справа» Олександра Сухово-Кобиліна — Атуева
- 1912 — «Дмитро Самозванець і Василь Шуйський» О .М. Островського — цариця Марфа

## Пам'ять
- У 1956 році одна з вулиць Орла була названа на честь Федотової.
- В пам'ять актриси в 1960 році вулиця в Москві, на якій жила Гликерія Миколаївна, стала називатися вулиця Федотової. У 1993 році вулиці повернули колишню назву Малий Николопєсковський провулок.